# 大田原建清
大田原 建清（おおたわら たてきよ、宝永7年（1710年） - 享保16年1月29日（1731年3月7日））は、下野大田原藩の嫡子。第7代藩主・大田原扶清の三男。正室は内藤政森の娘。官位は従五位下、備前守。
宝永7年（1710年）生まれる。享保7年（1722年）徳川吉宗に初見し、享保9年（1724年）に叙任した。しかし、家督を相続することなく、享保16年（1731年）に早世した。享年22。
代わって弟の大田原友清が嫡子となった。